# ハットトリック (競走馬)
ハットトリック（英: Hat trick、中: 三連冠）は、日本出身の競走馬である。引退後はアメリカ合衆国を中心に種牡馬として供用された。主な勝ち鞍に2005年の香港マイル、マイルチャンピオンシップがある。馬主のキャロットファームに重賞初制覇をもたらした。
馬名はサッカー用語で、1人の選手が1試合で3得点以上を挙げることを意味するハットトリックから来ている。

## 戦績
2004年5月8日、東京競馬の未勝利戦（芝1600m）で柴田善臣を背にデビューし、2馬身差で勝利。続く500万下条件戦の牡丹賞も勝ち、7月のラジオたんぱ賞（GIII、芝1800m）で重賞初挑戦。2番人気に推されたが、9着に大敗する。その後、夏場の休養と転厩をはさみ、鞍上も武豊に乗り代わって自己条件のナリタブライアンメモリアル（1000万下条件戦）を快勝、続く清水ステークス（1600万下条件戦）も勝って、オープン入りを果たす。
年が明けた2005年の京都金杯（GIII、芝1600m）で1番人気に応え重賞初制覇。続く東京新聞杯（GIII、芝1600m）も勝って重賞連覇を果たした。その後、マイラーズカップで9着と敗れると、安田記念、毎日王冠、天皇賞（秋）と掲示板にあがることも無く、苦戦を続けたが、名手オリビエ・ペリエを背にマイルチャンピオンシップを制覇、GIウィナーとなり、さらに冬の香港マイルでは大外から差し切り、海外GIを制した。そしてこのマイル戦4勝が評価され、同年のJRA賞最優秀短距離馬を受賞した。なお、馬名がサッカー用語のためサッカーボーイの産駒と勘違いされたのか、最優秀父内国産馬部門でも同馬への無効票2票が投票された。
2006年初戦は中山記念であったが12頭立ての11着と大敗を喫してしまう。そして2度目の海外遠征を行い、ドバイデューティーフリーに出走する。安田記念で敗れたアサクサデンエンには先着するが、それでも15頭立ての12着と完敗した。
さらに日本帰国後の安田記念では直線で躓く不利もあり、13着と大敗した。そして次の宝塚記念ではいつもより先行しての競馬を見せるが直線で伸びきれず7着に敗れた。さらに続く毎日王冠では12着、天皇賞（秋）では8着、マイルチャンピオンシップでも8着と敗れ、この年は一度も掲示板に載ることなく一年を終えた。
2007年、休養を挟んで出走したマイラーズカップでは直線で追い上げるも6着どまりだった。その後、安田記念を目指して調整を重ねていたが、アメリカのウォルマックファームなどの海外から種牡馬としてのオファーに馬主のキャロットファームが応じ、5月8日に現役引退を発表、米国と南半球を半年ごとに行き来するシャトル種牡馬として第2の生活がスタートすることになった。

通算で8勝を挙げたが、勝ったレース以外は全て掲示板を外しており、二桁着順も5回記録するなど極端な成績を残している。

## 競走成績
以下の内容は、netkeiba.comの情報に基づく。
| 競走日     | 競馬場       | 競走名                     | 格       | 距離（馬場）   | 頭数 | 枠番 | 馬番 | オッズ （人気） | 着順 | タイム （上がり3F） | 着差 | 騎手     | 斤量[kg] | 1着馬（2着馬）         | 馬体重 |
| ---------- | ------------ | -------------------------- | -------- | -------------- | ---- | ---- | ---- | --------------- | ---- | ------------------- | ---- | -------- | -------- | ---------------------- | ------ |
| 2004.05.08 | 東京         | 3歳未勝利                  |          | 0芝1600m（良） | 13   | 6    | 9    | 002.8（01人）   | 01着 | 01:36.9（34.1）     | -0.3 | 柴田善臣 | 56       | （ダークフィールド）   | 496    |
| 0000.05.29 | 東京         | 牡丹賞                     | 500万下  | 0芝1600m（良） | 14   | 8    | 14   | 004.8（03人）   | 01着 | 01:34.0（32.9）     | -0.0 | 柴田善臣 | 56       | （インセンティブガイ） | 486    |
| 0000.07.04 | 福島         | ラジオたんぱ賞             | GIII     | 0芝1800m（良） | 15   | 3    | 5    | 003.4（02人）   | 09着 | 01:47.9（34.5）     | -0.8 | 柴田善臣 | 55       | ケイアイガード         | 474    |
| 0000.10.24 | 京都         | ナリタブライアンメモリアル | 1000万下 | 0芝1800m（良） | 15   | 8    | 15   | 003.0（01人）   | 01着 | 01:47.0（33.2）     | -0.0 | 武豊     | 55       | （エメラルドアイル）   | 496    |
| 0000.11.13 | 京都         | 清水S                      | 1600万下 | 0芝1600m（良） | 10   | 7    | 7    | 001.7（01人）   | 01着 | 01:33.5（34.1）     | -0.3 | 武豊     | 55       | （シンデレラボーイ）   | 496    |
| 2005.01.05 | 京都         | 京都金杯                   | GIII     | 0芝1600m（良） | 16   | 1    | 2    | 001.6（01人）   | 01着 | 01:34.0（34.0）     | -0.0 | 武豊     | 54       | （アルビレオ）         | 490    |
| 0000.01.30 | 東京         | 東京新聞杯                 | GIII     | 0芝1600m（良） | 13   | 8    | 13   | 001.6（01人）   | 01着 | 01:33.7（32.9）     | -0.1 | 武豊     | 56       | （キネティクス）       | 488    |
| 0000.04.16 | 阪神         | マイラーズC                | GII      | 0芝1600m（良） | 16   | 8    | 15   | 002.0（01人）   | 09着 | 01:34.3（34.1）     | -0.8 | 武豊     | 57       | ローエングリン         | 484    |
| 0000.06.05 | 東京         | 安田記念                   | GI       | 0芝1600m（良） | 18   | 8    | 18   | 012.9（08人）   | 15着 | 01:33.3（35.0）     | -1.0 | 四位洋文 | 58       | アサクサデンエン       | 478    |
| 0000.10.09 | 東京         | 毎日王冠                   | GII      | 0芝1800m（稍） | 17   | 5    | 10   | 016.2（08人）   | 09着 | 01:47.3（33.3）     | -0.8 | 蛯名正義 | 57       | サンライズペガサス     | 488    |
| 0000.10.30 | 東京         | 天皇賞（秋）               | GI       | 0芝2000m（良） | 18   | 2    | 4    | 035.7（11人）   | 07着 | 02:00.5（32.6）     | -0.4 | O.ペリエ | 58       | ヘヴンリーロマンス     | 490    |
| 0000.11.20 | 京都         | マイルCS                   | GI       | 0芝1600m（良） | 17   | 3    | 5    | 011.8（03人）   | 01着 | 01:32.1（33.3）     | -0.0 | O.ペリエ | 57       | （ダイワメジャー）     | 496    |
| 0000.12.11 | 沙田         | 香港マイル                 | G1       | 0芝1600m（良） | 13   |      | 4    |                 | 01着 | 01:34.8             | -0.1 | O.ペリエ | 57       | （ザデューク）         | 492    |
| 2006.02.26 | 中山         | 中山記念                   | GII      | 0芝1800m（重） | 12   | 5    | 5    | 006.1（03人）   | 11着 | 01:50.8（36.5）     | -1.9 | O.ペリエ | 59       | バランスオブゲーム     | 492    |
| 0000.03.25 | ナドアルシバ | ドバイデューティーフリー   | G1       | 0芝1777m（良） | 15   |      | 5    |                 | 12着 | 01:51.9             | -2.3 | O.ペリエ | 57       | David Junior           | 計不   |
| 0000.06.04 | 東京         | 安田記念                   | GI       | 0芝1600m（良） | 18   | 3    | 6    | 009.7（07人）   | 13着 | 01:34.0（35.4）     | -1.4 | 岩田康誠 | 58       | ブリッシュラック       | 486    |
| 0000.06.25 | 京都         | 宝塚記念                   | GI       | 0芝2200m（稍） | 13   | 4    | 5    | 035.9（05人）   | 07着 | 02:14.6（36.8）     | -1.6 | 岩田康誠 | 58       | ディープインパクト     | 492    |
| 0000.10.08 | 東京         | 毎日王冠                   | GII      | 0芝1800m（良） | 16   | 6    | 11   | 015.4（07人）   | 12着 | 01:46.3（34.4）     | -0.8 | 岩田康誠 | 59       | ダイワメジャー         | 492    |
| 0000.10.29 | 東京         | 天皇賞（秋）               | GI       | 0芝2000m（良） | 16   | 6    | 12   | 044.3（14人）   | 08着 | 01:59.8（34.8）     | -1.0 | 岩田康誠 | 58       | ダイワメジャー         | 494    |
| 0000.11.19 | 京都         | マイルCS                   | GI       | 0芝1600m（良） | 18   | 4    | 8    | 013.3（06人）   | 08着 | 01:33.5（34.7）     | -0.8 | 岩田康誠 | 57       | ダイワメジャー         | 504    |
| 2007.04.14 | 阪神         | マイラーズC                | GII      | 0芝1600m（良） | 15   | 2    | 3    | 028.4（11人）   | 06着 | 01:33.1（33.3）     | -0.9 | 四位洋文 | 58       | コンゴウリキシオー     | 494    |

## 種牡馬時代
引退後はアメリカに輸出された。日本国外で種牡馬となったサンデーサイレンス産駒は30頭以上いるが、ハットトリックはその中でも飛び抜けた競走実績を持つ馬であり、種牡馬成績も他馬とは隔絶したものとなった。なお、サンデーサイレンス産駒のG1馬のうち、種牡馬となったのは28頭いるが、ハットトリック以外の27頭は全て日本国内で供用されている（シャトル除く）。
2008年からケンタッキー州レキシントン近郊のウォルマックファームで種牡馬入りし、初年度種付料は1万5000ドル（当時約170万円）。ここを拠点にシャトル種牡馬として、オーストラリアのインディペンデントスタリオンズでも供用された。種付料は1万6500豪ドル（約100万円）。2009年の3月からはアルゼンチンのエルマリン牧場でも半年間のシャトル種牡馬として供用されたが、2010年の秋にウォルマックファームに戻った。
北米における種付け数は、2008年が120頭だったものの、受胎率が低く、2009年57頭、2010年32頭、2011年41頭と低迷した。初年度産駒が大活躍すると増加に転じ、2012年134頭、2013年124頭となった。しかしその後低下し、2016年は38頭となっている。
2011年に初年度産駒がデビュー。その中からフランスの持ち込み馬として生まれたDabirsimが産駒初勝利を飾り、仏G3カブール賞を制して産駒重賞初勝利。さらには仏G1モルニ賞も制し、産駒によるG1初勝利を挙げるなど、この年G1競走を2勝し、同年のカルティエ賞最優秀2歳牡馬およびフランスの年度代表馬に選出された。これにより出走頭数わずか1頭で2011年度のフランス2歳リーディングサイアーおよびファーストクロップリーディングサイアーとなった。いずれも日本産馬としては初の快挙である。
この活躍を受け、リファールなど数々の名種牡馬を繋養してきた有力牧場のゲインズウェイファームに売却されて2012年から供用され、前所有者のウォルマックファームは種付け権の最大保有者という形で関与していくことになった。
その後も2012年には海外で種牡馬入りした日本調教馬としては初めて、アメリカのグレードレース、後にG1競走を制する産駒を出すなど、産駒はアメリカを中心に活躍した。
日本にも毎年1、2頭の規模で産駒が輸入されていて、2017年2月12日京都競馬第5レース3歳未勝利でゴールドハットが1着となり、日本での産駒初勝利となった。
2017年6月下旬からは、ブラジルのHaras Spring Field（スプリングフィールド牧場）と、Haras Santa Rita Da Serra（サンタ・リタ・ダ・セーラ牧場）で、シャトル種牡馬として繋養されていたが、2020年8月3日の現地報道で種付け後に死亡したと伝えられた。
2021年6月26日、King David産駒のBurgasがトルコ版ダービーであるガジ賞を勝利した。

### 主な産駒
- 2009年産
  - Bright Thought / ブライトソート[9] - サンルイレイステークス（米G2）、ジョンヘンリーターフチャンピオンシップステークス（米G2）
  - Dabirsim / ダビルシム[10] - モルニ賞（仏G1）、ジャンリュックラガルデール賞（仏G1）、カブール賞（仏G3）
  - Howe Great / ハウグレート[11] - パームビーチステークス（米G3）
  - King David / キングデヴィッド[12] - ジャマイカハンデキャップ（米G1）
  - Suspicious Jack / サスピシャスジャック - アナワククラシック（墨G1）2着
- 2010年産
  - Giant Killing / ジャイアントキリング[13] - ダルド・ロチャ・インテルナシオナル大賞（亜G1）
  - Three Hearts / スリーハーツ[14] - レッドカーペットハンデキャップ（米G3）
  - Try Twice / トライトワイス[15] - クラシコ・シウダド・デ・ラプラタ賞（亜G2）2勝
  - Zapata / サパタ[16] - 2000ギニー大賞（亜G1）2位入線、後日繰り上がり1着[17]、ラウル&ラウルE.チェヴァリエール大賞（亜G1）1位入線、後日失格[18]、クラシコ・リパブリカ・フェデラティバ・デル・ブラジル（亜G3）
- 2012年産
  - Palang / パラン[19] - クリテリウム・ド・サンクルー（仏G1）2着
- 2013年産
  - Dressed in Hermes / ドレスドインエルメス[20] - セシル・B・デミルステークス（米G3）
  - Hat Puntano / ハットプンタノ - グランクリテリウム（亜G1）、ドスミルギニー（亜G1）
  - Tricky Escape / トリッキーエスケープ[21] - ヴァイオレットステークス（米G3）
  - Hat Ninja / ハットニンジャ[22] - プロビデンシア・デ・ブエノスアイレス（亜G2）
- 2016年産
  - Win Win Win / ウィンウィンウィン - フォアゴーステークス（米G1）
- 2018年産
  - Macadamia / マカダミア[23] - マルガリータ・ポラク・ララ大賞（伯G1）、エンリケ・デ・トレド・ララ大賞（伯G1）、ゲイムリーステークス（米G1）
- 2019年産  
  - Raptor's/ラプターズ-クルセイ・ド・スル賞（伯G1）、ブラジル大賞（伯G1）[24]

### 母の父としての主な産駒

#### 地方重賞優勝馬
- 2021年産
  - トゥールリー（2023年九州ジュニアチャンピオン、2024年佐賀若駒賞、飛燕賞）[25]

## 血統表
| ハットトリックの血統（サンデーサイレンス系（ヘイルトゥリーズン系） / アウトクロス） | ハットトリックの血統（サンデーサイレンス系（ヘイルトゥリーズン系） / アウトクロス） | ハットトリックの血統（サンデーサイレンス系（ヘイルトゥリーズン系） / アウトクロス） | （血統表の出典）                   | （血統表の出典） |
| 父系                                                                                | ヘイロー系（サンデーサイレンス系）                                                  | ヘイロー系（サンデーサイレンス系）                                                  | ヘイロー系（サンデーサイレンス系） | [ § 2 ]          |
| 父 *サンデーサイレンス Sunday Silence 1986 青鹿毛 アメリカ                          | 父の父Halo 1969 黒鹿毛 アメリカ                                                     | Hail to Reason                                                                      | Turn-to                            | Turn-to          |
| 父 *サンデーサイレンス Sunday Silence 1986 青鹿毛 アメリカ                          | 父の父Halo 1969 黒鹿毛 アメリカ                                                     | Hail to Reason                                                                      | Nothirdchance                      |                  |
| 父 *サンデーサイレンス Sunday Silence 1986 青鹿毛 アメリカ                          | 父の父Halo 1969 黒鹿毛 アメリカ                                                     | Cosmah                                                                              | Cosmic Bomb                        | Cosmic Bomb      |
| 父 *サンデーサイレンス Sunday Silence 1986 青鹿毛 アメリカ                          | 父の父Halo 1969 黒鹿毛 アメリカ                                                     | Cosmah                                                                              | Almahmoud                          |                  |
| 父 *サンデーサイレンス Sunday Silence 1986 青鹿毛 アメリカ                          | 父の母Wishing Well 1975 鹿毛 アメリカ                                               | Understanding                                                                       | Promised Land                      | Promised Land    |
| 父 *サンデーサイレンス Sunday Silence 1986 青鹿毛 アメリカ                          | 父の母Wishing Well 1975 鹿毛 アメリカ                                               | Understanding                                                                       | Pretty Ways                        |                  |
| 父 *サンデーサイレンス Sunday Silence 1986 青鹿毛 アメリカ                          | 父の母Wishing Well 1975 鹿毛 アメリカ                                               | Mountain Flower                                                                     | Montparnasse                       | Montparnasse     |
| 父 *サンデーサイレンス Sunday Silence 1986 青鹿毛 アメリカ                          | 父の母Wishing Well 1975 鹿毛 アメリカ                                               | Mountain Flower                                                                     | Edelweiss                          |                  |
| 母 *トリッキーコード Tricky Code 1991 青鹿毛 アメリカ                               | 母の父Lost Code 1984 黒鹿毛 アメリカ                                                | Codex                                                                               | Arts and Letters                   | Arts and Letters |
| 母 *トリッキーコード Tricky Code 1991 青鹿毛 アメリカ                               | 母の父Lost Code 1984 黒鹿毛 アメリカ                                                | Codex                                                                               | Roundup Rose                       |                  |
| 母 *トリッキーコード Tricky Code 1991 青鹿毛 アメリカ                               | 母の父Lost Code 1984 黒鹿毛 アメリカ                                                | Loss or Gain                                                                        | Ack Ack                            | Ack Ack          |
| 母 *トリッキーコード Tricky Code 1991 青鹿毛 アメリカ                               | 母の父Lost Code 1984 黒鹿毛 アメリカ                                                | Loss or Gain                                                                        | Gain or Loss                       |                  |
| 母 *トリッキーコード Tricky Code 1991 青鹿毛 アメリカ                               | 母の母Dam Clever 1985 黒鹿毛                                                        | Damascus                                                                            | Sword Dancer                       | Sword Dancer     |
| 母 *トリッキーコード Tricky Code 1991 青鹿毛 アメリカ                               | 母の母Dam Clever 1985 黒鹿毛                                                        | Damascus                                                                            | Kerala                             |                  |
| 母 *トリッキーコード Tricky Code 1991 青鹿毛 アメリカ                               | 母の母Dam Clever 1985 黒鹿毛                                                        | Clever Bird                                                                         | Swoon's Son                        | Swoon's Son      |
| 母 *トリッキーコード Tricky Code 1991 青鹿毛 アメリカ                               | 母の母Dam Clever 1985 黒鹿毛                                                        | Clever Bird                                                                         | Sally Catbird F-No.1-o             |                  |
| 母系(F-No.)                                                                         | 1号族(FN:1-o)                                                                       | 1号族(FN:1-o)                                                                       | 1号族(FN:1-o)                      | [ § 3 ]          |
| 5代内の近親交配                                                                     | 5代内アウトブリード                                                                 | 5代内アウトブリード                                                                 | 5代内アウトブリード                | [ § 4 ]          |
| 出典                                                                                | 1. 2. 3. 4.                                                                         | 1. 2. 3. 4.                                                                         | 1. 2. 3. 4.                        | 1. 2. 3. 4.      |

- 母トリッキーコードはサンタイネスブリーダーズカップステークス（米G2）勝ち馬
- 祖母Dam Cleverの半兄Clev Er Tellはアーカンソーダービー（当時G2）など重賞2勝
- 曾祖母Clever Birdの曾孫に、ブリーダーズカップ・フィリー&メアターフなどG1を3勝した、2014年エクリプス賞最優秀芝牝馬のDayatthespa
- 7代母Friar's Carseは1925年アメリカ最優秀2歳牝馬。